# Ruth Tauchert
Ruth Tauchert (* 1963 in Köln) ist eine deutsche Künstlerin, die in Bonn lebt und arbeitet. Nach ihrer Ausbildung zur Goldschmiedin studierte sie 1993 bis 1995 Bildhauerei an der Alanus Hochschule für Kunst und Gesellschaft in Alfter.

## Werdegang
Seit 1996 ist Tauchert freischaffende Künstlerin und stellt seit 1997 kontinuierlich in Gruppenausstellungen und Einzelausstellungen aus. Sie ist Mitglied der GEDOK Bonn sowie des Bundesverbandes Bildender Künstlerinnen und Künstler (BBK) Köln. 2019 wurde Tauchert für herausragende Leistungen in der Bildenden Kunst mit dem Dr.-Theobald-Simon-Preis der GEDOK Bonn ausgezeichnet. Als Bildhauerin erstellt sie vorrangig figürliche Skulpturen aus Bronze und orientiert sich dabei vielfach an Vorbildern der Antike, die sie in ihrer Neuinterpretation in die Gegenwart überführt. Besondere Aufmerksamkeit widmet die Künstlerin seit jeher dem Thema Bewegung.

## Auszeichnung
- Dr.-Theobald-Simon-Preis für Bildende Kunst 2019, GEDOK-Kunstpreis[1]

## Ausstellungen (Auswahl)
Einzelausstellungen
- 2003 Tänzer, Oper Bonn
- 2005 Tanz II, Kulturzentrum Brotfabrik Bonn
- 2007 Zyklen, Galerie Forum Lindenthal, Köln
- 2008 Jagdszenen, Staatstheater Braunschweig
- 2008 Leben ist Bewegung, Gold-Kraemer-Stiftung, Köln
- 2009 Berührt durch Musik, Begegnungszentrum Gold-Kraemer-Stiftung, Kirche Alt St.Ulrich, Frechen
- 2011 Akzente, Galerie Artspace K2, Remagen
- 2013 Bewegte Welt, Galerie Forum Lindenthal, Köln
- 2013 Movement, Galerie an der Zitadelle, Jülich
- 2014 Just Moments, Kurfürstliches Gärtnerhaus (Bonn)
- 2015 Vergöttert, Akademisches Kunstmuseum, Bonn
- 2016 meeting – von Göttern und Tänzern, Galerie Burg Stolberg bei Aachen
- 2017 imPuls – ANTIKE BEWEGT, Archäologische Sammlung, Freiburg
- 2017 re:animation – Aegyptiaca im Dialog mit Arbeiten von Ruth Tauchert, Ägyptisches Museum Bonn
- 2018 Bewegung in Raum und Zeit, Galerie Forum Lindenthal, Köln
- 2018 Niobes No-Go, Akademisches Kunstmuseum, Bonn
- 2019 New(/)Paper, Galerie an der Zitadelle, Jülich

Gruppenausstellungen
- 2001 Konzertfarben, Farbkonzert, Zeichnungen aus Orchesterproben Beethovenhalle, Bonn
- 2008 Tanztheater, Zeichnungen zu Bühnenproben, Staatstheater Braunschweig
- 2009 Don Quijote von der Mancha – eine Verrückung, Torhaus Galerie, Braunschweig
- 2010 Charity-Kunstauktion, Museum der Deutschen Binnenschifffahrt, Duisburg
- 2011 Gruppenausstellung IKV, Carlswerk, Köln
- 2012 Schwarz-Weiß, Haus an der Redoute, Bad Godesberg
- 2012 Straßen verbinden Kulturen, IKV, Galerie Helios, Timișoara, Rumänien
- 2012 Charity-Kunstauktion, Lehmbruck-Museum, Duisburg
- 2013 Fabelhaft, GEDOK Bonn, Künstlerforum Bonn
- 2013 Schwarz-Weiß, Haus an der Redoute, Bad Godesberg
- 2013 Magie und Wissen, Fotografien GEDOK Bonn, Forschungszentrum caesar Bonn
- 2013 Postludium, Wasserburg Rindern, Kleve
- 2013 Ikarus 2013, GEDOK, Haus an der Redoute, Bad Godesberg
- 2014 40 Jahre BBK Bonn Rhein-Sieg, Pumpwerk, Siegburg
- 2016 Affordable Art Fair, Galerie an der Zitadelle, (Messe) Hamburg
- 2017 C.A.R. contemporary art ruhr, Galerie an der Zitadelle, (Messe) Essen
- 2018 Kölner Liste, discovery art fair, Galerie an der Zitadelle, (Messe) Köln
- 2018 Crafting Power, Ägyptisches Museum Bonn (Addendum)
- 2019 CrossOver, Gallery UPdate, Bonn
- 2019 Hier und Dort, Haus an der Redoute, Bonn

## Werke (Auswahl)
- Doryphoros
- Narkissos
- Venus
- Herakliskos
- Apoxyomenos
- Marsyas
- Eros und Aphrodite
- Laokoon
- Laokoons Sohn
- Erlösung
- Plutosknabe
- Dornauszieher
- Jongleur
- Romeo & Julia III
- Le Lac (Schwanensee)
- O Balcao de Amor I
- City Moves

## Illustrationen
- Autorin: Uta Harst: Goldregenkinder. Illustrationen: Ruth Tauchert. Free Pen Verlag, ISBN 978-3-945177-19-8.[2]
- Autorin: Uta Harst: Saitensprünge. Illustrationen: Ruth Tauchert. Free Pen Verlag, ISBN 978-3-945177-30-3.[3]
- Autorin: Uta Harst: Götterspiel. Illustrationen: Ruth Tauchert. Free Pen Verlag, ISBN 978-3-945177-37-2.[4]